# Lança-perfume

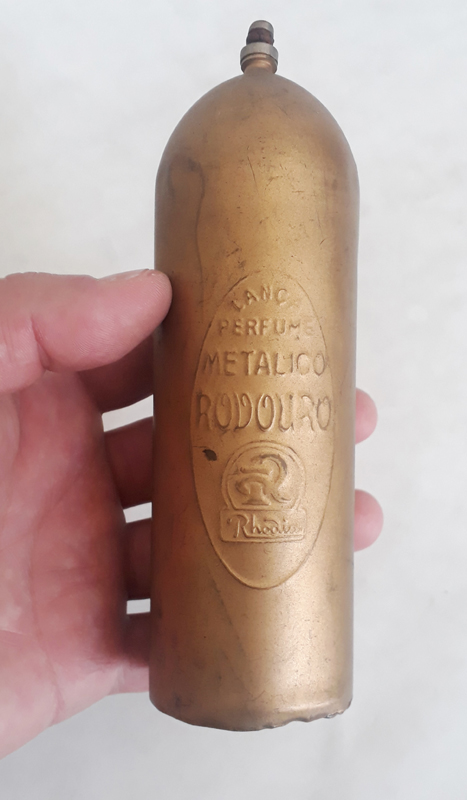
Frasco de lança-perfume

Lança-perfume ou loló é um produto desodorizante em forma de um spray. O líquido é à base de cloreto de etila e condicionado sob pressão em ampolas de vidro. O uso do lança-perfume como droga recreativa é ilegal no Brasil, e sua fabricação, comércio e uso são proibidos pelo Decreto Nº 51.211, de 18 de agosto de 1961, sancionado pelo então presidente Jânio Quadros.
No passado, o lança-perfume era popular em festas e eventos, especialmente durante o Carnaval, mas atualmente seu uso é menos comum devido às suas restrições legais e aos riscos à saúde associados a seu uso. Quando inalado, pode causar euforia, alucinações e alterações no estado de consciência. O seu uso abusivo pode trazer ocasionar lesões no sistema nervoso central, problemas respiratórios e cardiovasculares. Além disso, o uso prolongado pode causar danos irreversíveis ao cérebro.

## História
Este produto foi criado pela Rhodia (empresa francesa) no final do século XIX e fazia grande sucesso no carnaval brasileiro desde 1907. Era importado para o Brasil a partir de sua matriz na França e de sua filial na Argentina. Em 1922, era fabricado o primeiro lança-perfume nacional pela Rhodia do Brasil, cuja primeira fábrica foi instalada entre o Rio Tamanduateí e a Estrada de Ferro São Paulo Railway, no atual município de Santo André. A marca Rodouro foi muito solicitada nos carnavais brasileiros, assim como outras marcas de lança-perfume. Inicialmente o produto era utilizado como uma brincadeira inocente até que os foliões passaram a utilizá-lo como bebida ou inalá-lo profundamente. A partir de então, seu uso foi proibido em salões e, mais adiante, a sua comercialização, em meados do século XX.
O lança-perfume apareceu no Carnaval em 1904, no Rio de Janeiro, sendo rapidamente incorporado aos festejos carnavalescos de todo o Brasil, principalmente nas batalhas de confete, corsos e, mais tarde, nos bailes. O produto tornou-se símbolo do Carnaval.
Em abril de 1957, o então deputado federal Carlos Albuquerque apresentou na Câmara dos Deputados um projeto de lei que proibia a fabricação, o comércio e uso do lança-perfume, argumentando que o consumo desenfreado do produto estava causando acidentes fatais e mortes por embriaguez, argumentos usados pelo jornalista Flávio Cavalcanti, seguida de um decreto de 1961 baixado pelo então Presidente Jânio Quadros, que proibiu o lança-perfume no Brasil, sob a afirmação que o produto contém clorofórmio e éter, substâncias potencialmente cancerígenas e nocivas à saúde. Outras substâncias são frequentemente adicionadas a essa mistura, o que pode potencializar os casos de intoxicação.